# Simone Galli
Simone Galli (Tirano, 24 marzo 1978) è un ex sciatore freestyle italiano.

## Biografia
Nato a Tirano, in provincia di Sondrio, nel 1978, a 23 anni ha partecipato ai Giochi olimpici di Salt Lake City 2002, nella gara di gobbe, concludendo le qualificazioni al 25º posto, con 21.01 punti, non riuscendo ad arrivare in finale, alla quale accedevano i primi 16.
4 anni dopo ha preso parte ancora alle Olimpiadi, quelle di Torino 2006, sempre nelle gobbe, terminando 21° nelle qualificazioni, con 21.98 punti, sfiorando per 20 centesimi l'accesso alla finale, concesso ai primi 20.